# Borstel in der Kuhle
Borstel in der Kuhle è una frazione (Ortsteil) del comune di Bispingen, nel land della Bassa Sassonia, in Germania.

## Storia
Già comune autonomo nel circondario di Soltau, fu soppresso e incorporato a Bispingen il 1º marzo 1974.